# Danny Saucedo
Daniel Gabriel Alessandro Saucedo Grzechowski (født 25. februar 1986 i Stockholm) er en svensk sanger og danser.
Danny Saucedo deltog i det svenske Idol i 2006 og i 2008 deltog han i Eurovision Dance Contest for Sverige.
Han er også medlem af popgruppen E.M.D.

## Diskografi

### Album
- 2006: Det bästa från Idol 2006
- 2007: Heart Beats #1 i Sverige
- 2008: Set Your Body Free #2 i Sverige
- 2011: In the Club

### Singler
- 2006: "Öppna din dörr" #24 i Sverige
- 2007: "Tokyo" #1 i Sverige
- 2007: "Play It for the Girls" #1 i Sverige
- 2007: "If Only You" (feat.  Therese Grankvist) #3 i Sverige
- 2008: "Hey (I've Been Feeling Kind of Lonely)"
- 2008: "Radio" #1 i Sverige
- 2009: "All on You"
- 2009: "Emely"
- 2010: "Just Like That" (feat. Lazee)
- 2010: "In Your Eyes"
- 2011: "In the Club" #2 i Sverige